# Holzturm

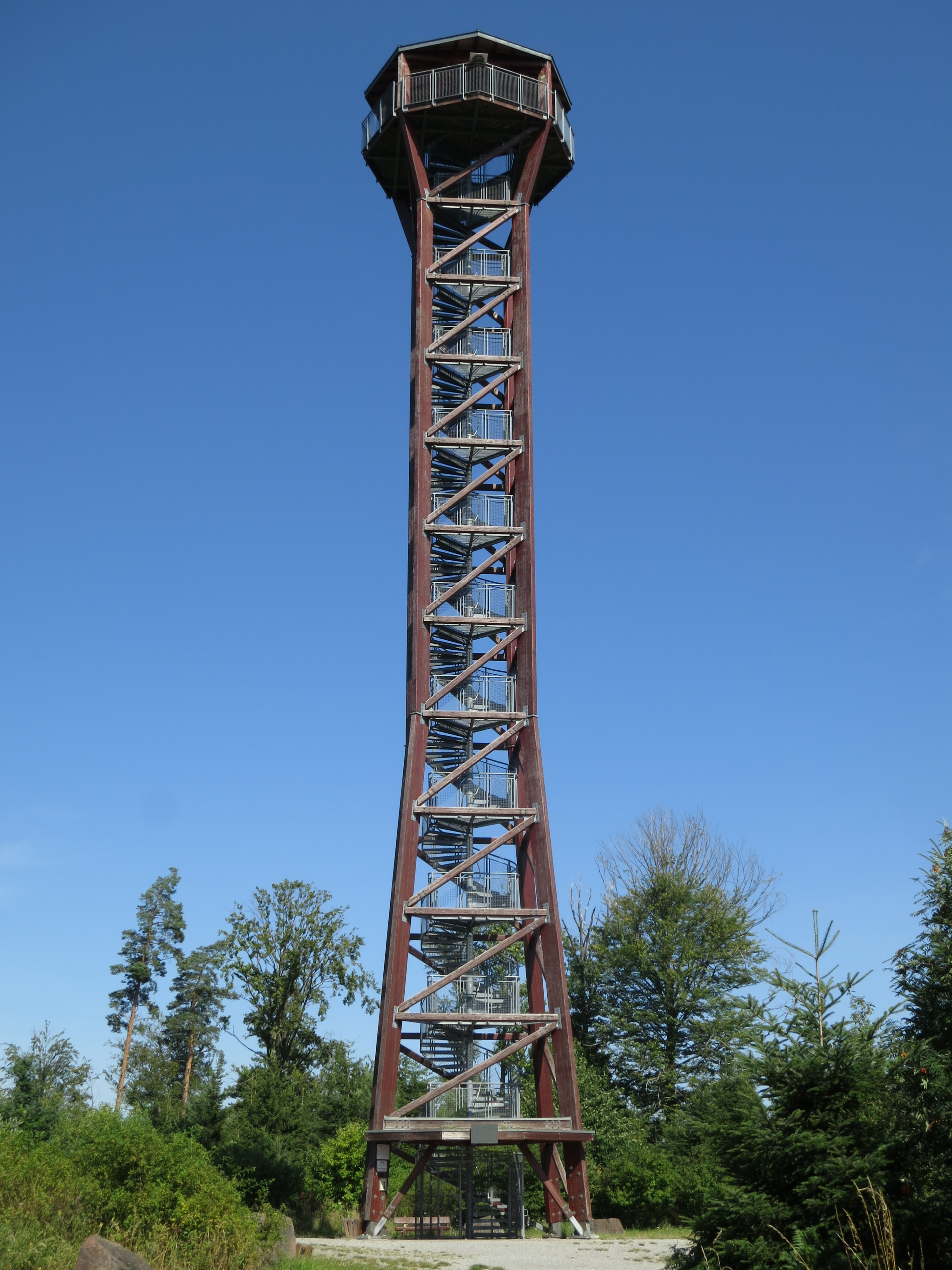
Aussichtsturm Hohe Warte bei Hohenwart

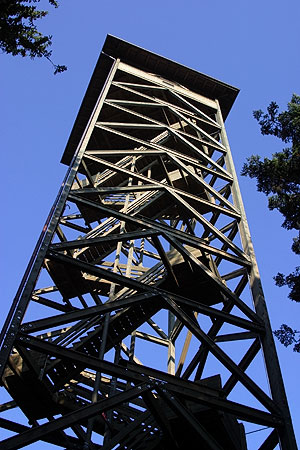
Chuderhüsiturm

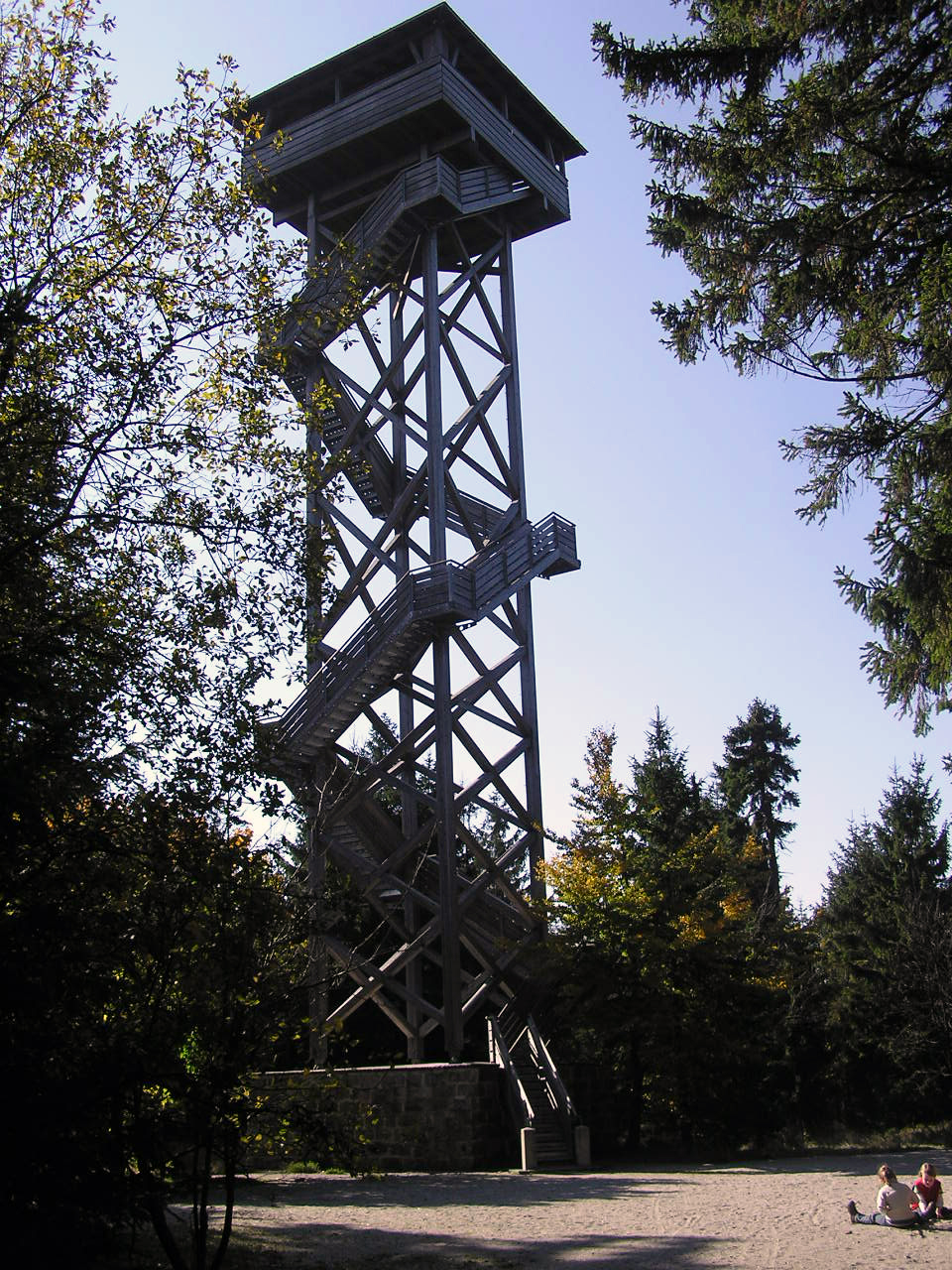
Oberpfalzturm auf der Platte

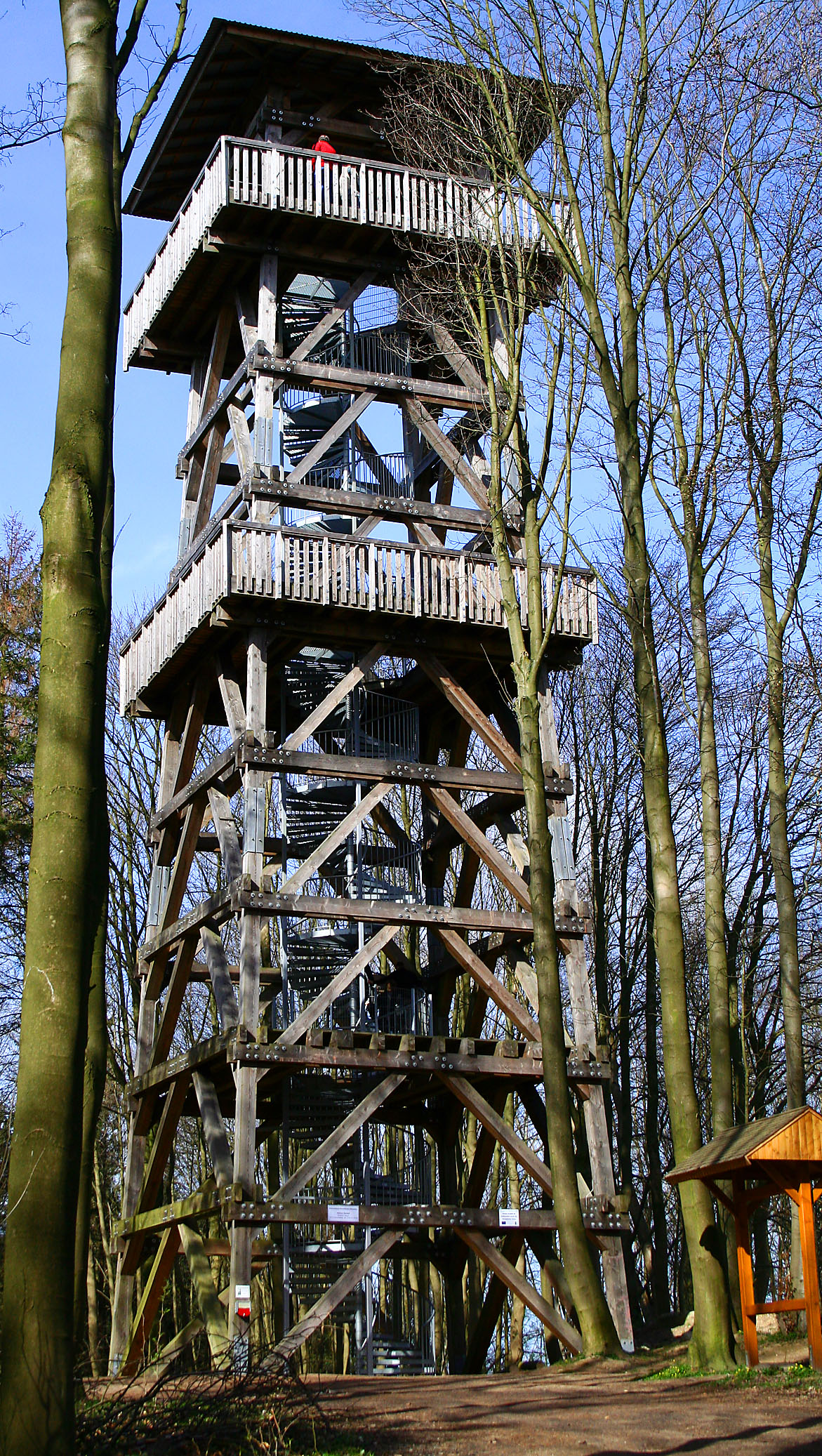
Holzbergturm bei Malente

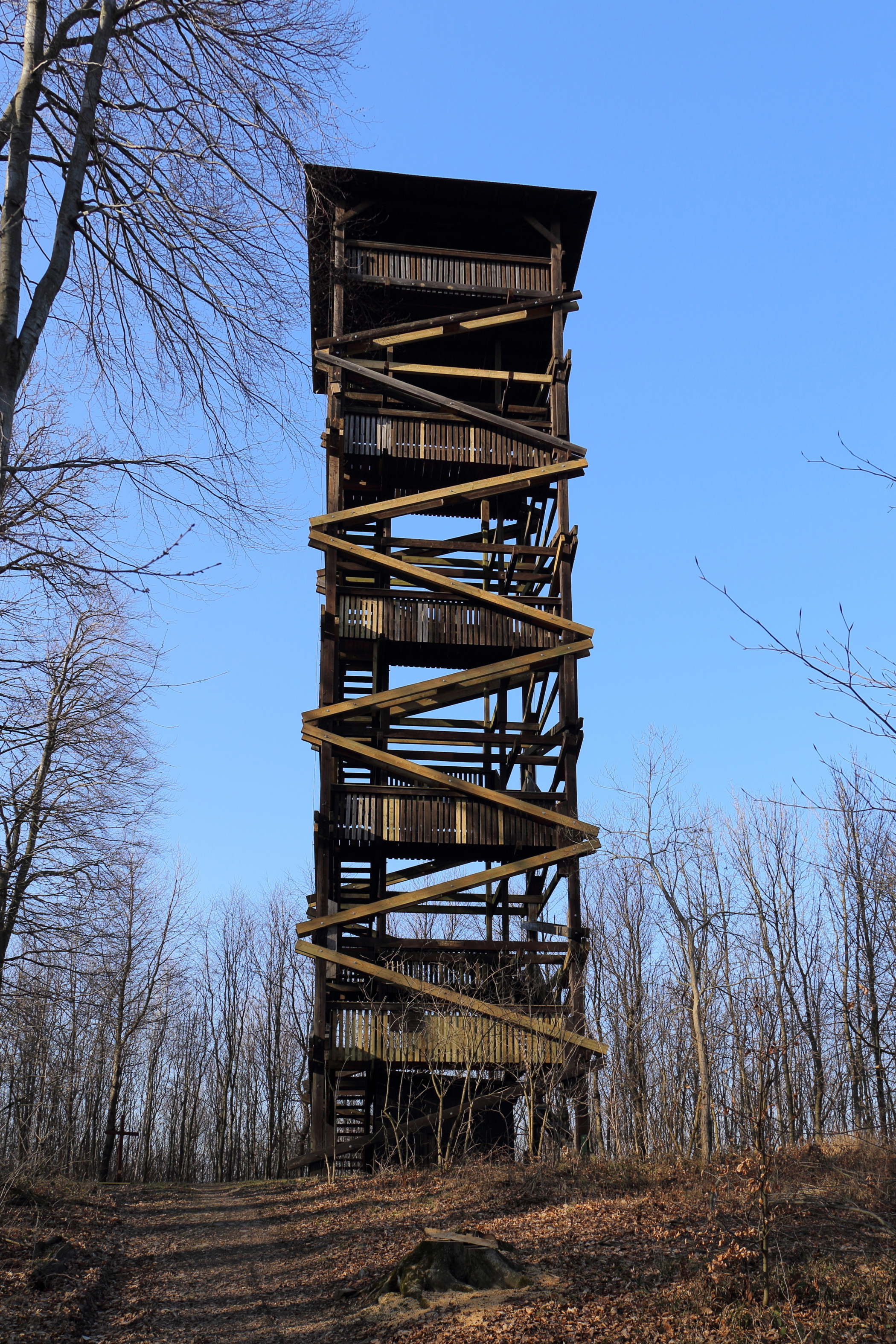
Die 28,5 m hohe Rudolfswarte in Purkersdorf, Niederösterreich

Ein Holzturm ist ein turmförmiges Bauwerk, dessen tragende Konstruktion bzw. dessen Hauptbaumaterial aus Holz ist. Er wird meistens ähnlich wie ein Stahlfachwerkturm in offener Fachwerkbauweise errichtet. Einschränkungen ergeben sich durch die natürlich beschränkte Endwuchshöhe von Bäumen, durch die Balken beliebiger Länge nicht möglich sind, und den hohen benötigten Aufwand zur Herstellung von profilierten Trägern aus Baumstämmen, weshalb in der Regel abgeflachte oder runde Balken zum Einsatz kommen.
Vorteile von Holztürmen sind die naturverträgliche Verarbeitung eines nachwachsenden Rohstoffs und die Neutralität des Materials Holz in Bezug auf elektromagnetische Wellen.

## Holzarten
Als Hölzer werden häufig Eichenholz, Lärchenholz oder Pechkieferholz verwendet. Gelegentlich kommt auch Teakholz zum Einsatz.

## Konstruktionsdetails
Als Verbindungselemente werden normalerweise Schrauben, Nägel oder Dübel verwendet. Diese können aus Eisen, Stahl, Holz oder Bronze sein. Im Vergleich zu anderen Konstruktionsmöglichkeiten ist im Regelfall beim Bau von Holztürmen, die höher als 30 bis 40 Meter sind, der Aufwand zu hoch.

## Einsatzgebiete
- Spielplatztürme
- Hochsitze für Jäger
- Waldbrandwachtürme
- Aussichtstürme
- Sendetürme
- Freileitungsmast

### Funktürme
Bis 1935 wurden vor allem in Deutschland zahlreiche große Holztürme als Rundfunksendetürme im Mittelwellenbereich errichtet. In den meisten dieser Türme war eine Drahtantenne aufgehängt oder sie trugen einen Höhendipol an der Außenseite. Bei diesen Türmen wurde aus strahlungstechnischen Gründen die Verbindung der Holzelemente mit Hilfe von Bronzedübeln oder auch metallfrei mit Holzbolzen hergestellt.
Holztürme litten jedoch an statischen Mängeln. Nachdem 1935 eine Windhose den erst ein Jahr zuvor erbauten Sendeturm in Langenberg zerstört hatte, wurde in Deutschland der Bau von hölzernen Sendetürmen fast vollständig eingestellt. Die Holzsendetürme in Hamburg-Billstedt und Berlin-Tegel wurden kurz nach Beginn des Zweiten Weltkrieges aus statischen Gründen in der Höhe reduziert.
Zum Kriegsende wurden zahlreiche aus Holz gebaute Sendetürme von den sich zurückziehenden deutschen Einheiten gesprengt, einige andere wurden in der unmittelbaren Nachkriegszeit abgerissen, so dass schon in den 1960er Jahren nur noch wenige dieser Konstruktionen existierten.
Der letzte hölzerne Rundfunksendeturm in Deutschland wurde am 16. März 1983 in Ismaning gesprengt. Der wohl letzte Funkturm für den Mittelwellenfunk ist der Turm des Senders Gleiwitz.
Heutzutage werden gelegentlich Holzsendetürme für den Mobilfunk eingesetzt, so zum Beispiel der 2002 erbaute Funkturm Rottenbuch.

## Türme mit Holzaufbauten
Neben den reinen Holztürmen gibt es auch Türme mit Holzaufbauten. Ein solcher Turm ist der Fernmeldeturm auf dem Großen Feldberg.

## Beispiele
| Turm                                                              | Baujahr   | Land                                     | Ort                            | Höhe     | Bemerkungen |
| ----------------------------------------------------------------- | --------- | ---------------------------------------- | ------------------------------ | -------- | --- |
| Sendemasten Radio San Paolo                                       | 1917      | Italien                                  | Rom                            | 217,6 m  | abgerissen |
| Sendeturm Mühlacker                                               | 1934      | Deutschland                              | Mühlacker                      | 190 m    | am 6. April 1945 von Pionieren der Wehrmacht gesprengt                                                                             |
| Sendemasten der Federal Telegraph Funkstation Honolulu            | 1912      | Vereinigte Staaten von Amerika           | Heʻeia                         | 184,7 m  | 2 abgespannte Masten, die eine T-Antenne trugen, abgerissen                                                                        |
| Sendemasten der Federal Telegraph Funkstation South San Francisco | 1913      | Vereinigte Staaten von Amerika           | South San Francisco            | 184,7 m  | 2 abgespannte Masten, die eine T-Antenne trugen, abgerissen                                                                        |
| Sendeturm Berlin-Tegel                                            | 1933      | Deutschland                              | Berlin                         | 165 m    | am 16. Dezember 1948 gesprengt |
| Sendeturm Ismaning                                                | 1932      | Deutschland                              | Ismaning                       | 163 m    | am 16. März 1983 gesprengt |
| Sendeturm Langenberg                                              | 1934      | Deutschland                              | Velbert-Langenberg             | 160 m    | am 10. Oktober 1935 von einem Tornado zerstört                                                                                     |
| Zentralmast Funkstelle Ballybunion                                | 1915      | Irland                                   | Ballybunion                    | 150 m    | abgespannter Mast, 1925 abgerissen                                                                                                 |
| Sendeturm Wiederau                                                | 1935      | Deutschland                              | Wiederau                       | 150 m    | am 27. Oktober 1953 gesprengt |
| RW-49                                                             | 1942      | Russland                                 | Omsk                           | 150 m    | 1956 abgerissen |
| Sendeturm Hamburg-Billstedt                                       | 1934      | Deutschland                              | Hamburg                        | 145 m    | im September 1949 abgetragen |
| Sendeturm Rothsürben                                              | 1932      | Polen                                    | Żórawina (Rothsürben)          | 140 m    | im Herbst 1990 abgerissen |
| Sendeturm Herstedvester                                           | 1933      | Dänemark                                 | Albertslund                    | 125 m    | 1975 abgerissen |
| Sendeturm Nürnberg-Kleinreuth                                     | 1935      | Deutschland                              | Nürnberg                       | 124 m    | am 12. Juli 1961 gesprengt |
| Sendeturm Gleiwitz                                                | 1935      | Polen                                    | Gleiwitz                       | 118 m    | höchster existierender Holzturm der Welt                                                                                           |
| Sendetürme Madona                                                 | 1932      | Lettland                                 | Madona                         | 116 m    | 1944 gesprengt (radiopagajiba.lv)                                                                                                  |
| Sendeturm Heilsberg                                               | 1935      | Polen                                    | Lidzbark Warmiński (Heilsberg) | 115 m    | 1940 abgerissen |
| Große Sendemasten des Kurzwellensenders Herstedvester             | 1948      | Dänemark                                 | Albertslund                    | 110 m    | 3 abgespannte Maste, 1975 abgerissen                                                                                               |
| Zieltürme Randsburg Wash                                          | 1951      | Vereinigte Staaten von Amerika           | China Lake                     | 109,73 m | 2 Türme, zwischen denen Zielobjekte für Lenkwaffen aufgehängt wurden                                                               |
| Sendeturm Freiburg-Lehen                                          | 1933      | Deutschland                              | Freiburg im Breisgau           | 107 m    | am 21. April 1945 gesprengt |
| Sender Heiligenstock                                              | 1934      | Deutschland                              | Frankfurt am Main              | 107 m    | 1938 erneuert, am 25. März 1945 gesprengt                                                                                          |
| Sendeturm Koblenz                                                 | 1934      | Deutschland                              | Koblenz                        | 107 m    | 1965 abgerissen |
| Sendeturm Trier                                                   | 1935      | Deutschland                              | Trier                          | 107 m    | 1948 abgerissen |
| Sendetürme Heilsberg                                              | 1930      | Polen                                    | Lidzbark Warmiński (Heilsberg) | 102 m    | 2 Türme, 1935 abgerissen |
| Ringmaste Funkstelle Ballybunion                                  | 1915      | Irland                                   | Ballybunion                    | 100 m    | 6 abgespannte Maste, 1925 abgerissen                                                                                               |
| Große Sendemasten der Küstenfunkstelle Skamlebæk                  | 1931      | Dänemark                                 | Odsherred                      | 100 m    | 4 abgespannte Masten, abgerissen                                                                                                   |
| Sendeturm Königsberg-Amalienau                                    | 1935      | Russland (zur Zeit des Baus Deutschland) | Königsberg (jetzt Kaliningrad) | 100 m    | 1938 abgerissen |
| Sender Reichenbach/Oberlausitz                                    | 1937      | Deutschland                              | Reichenbach/O.L.               | 100 m    | am 7. Mai 1945 gesprengt |
| Sendeturm Golm                                                    | 1948      | Deutschland                              | Golm bei Potsdam               | 100 m    | am 25. Oktober 1979 gesprengt |
| Windkraftanlage Hannover-Marienwerder                             | 2012      | Deutschland                              | Hannover                       | 100 m    | erste Windkraftanlage auf einem Holzturm                                                                                           |
| Windmessmast Linacher Höhe                                        | 2013      | Deutschland                              | Furtwangen                     | 99 m     | |
| Sendeturm Stettin                                                 | 1934      | Polen (zur Zeit des Baus Deutschland)    | Stettin                        | 93 m     | 1936 abgetragen |
| Sendemasten der Federal Telegraph Funkstation Ocean Beach         | 1910      | Vereinigte Staaten von Amerika           | San Francisco                  | 91,44 m  | 2 abgespannte Masten, die eine T-Antenne trugen, abgerissen                                                                        |
| Sendeturm Flensburg-Jürgensby                                     | 1928      | Deutschland                              | Flensburg                      | 90 m     | 1957 abgerissen |
| Sender Utbremen                                                   | 1933      | Deutschland                              | Bremen                         | 90 m     | durch Blitzschlag 1939 zerstört |
| Sender Hannover-Hainholz                                          | 1933      | Deutschland                              | Hannover                       | 90 m     | Höhe kurz nach Fertigstellung auf 60 m reduziert, 1940 abgetragen                                                                  |
| Aussichtsturm Pyramidenkogel                                      | 2013      | Österreich                               | Keutschach am See              | 82 m     | Verbund mit Stahl; Höhe samt Antenne 100 m Höchster Holzaussichtsturm der Welt                                                     |
| Sendemast Koltschak-Funkstelle                                    | 1918      | Russland                                 | Omsk                           | 80 m     | abgerissen (tribunaomsk.ru) |
| Sendetürme Königsberg-Amalienau                                   | 1927      | Russland (zur Zeit des Baus Deutschland) | Königsberg (jetzt Kaliningrad) | 80 m     | 2 Türme, 1935 abgerissen |
| Sendetürme Köln-Raderthal                                         | 1927      | Deutschland                              | Köln                           | 80 m     | 2 Türme, nach 1932 abgerissen |
| Stütze der Materialseilbahn Mittersill                            | 194?      | Österreich                               | Mittersill                     | 80 m     | Seilbahnstütze einer Materialseilbahn, die nie in Betrieb ging; in den 1950ern demontiert                                          |
| Sendetürme Stadelheim                                             | 1926      | Deutschland                              | München-Stadelheim             | 75 m     | in den 1930er Jahren demontiert |
| Empfangstürme Chain Home                                          | 1939      | Großbritannien                           | mehrere Standorte              | 73,15 m  | nach dem Zweiten Weltkrieg demontiert                                                                                              |
| Sendestation Cricklade                                            | 1967      | Großbritannien                           | Cricklade                      | 73,15 m  | 2000 gesprengt |
| Zentralmast Versuchsfunkstelle Eberswalde                         | 1929      | Deutschland                              | Eberswalde                     | 70 m     | im März 1939 demontiert |
| Holzsendeturm Zeesen                                              | 1931      | Deutschland                              | Zeesen                         | 70 m     | 1939 demontiert |
| Aussichtsturm „bahnorama“ Baustelle Hauptbahnhof Wien             | 2010      | Österreich                               | Wien                           | 66,72 m  | Oktober 2016 demontiert |
| Funkturm Rottenbuch                                               | 2002      | Deutschland                              | Peiting                        | 66 m     | |
| Empfangsturm Utlandshörn                                          | 1935      | Deutschland                              | Norddeich                      | 65 m     | 1977 abgerissen |
| Harzturm                                                          | 2023      | Deutschland                              | Torfhaus                       | 65 m     | Verbund mit Stahl Höchster Holzaussichtsturm in Deutschland                                                                        |
| Sendetürme Marconi-Funkstelle South Wellfleet                     | 1902      | USA                                      | South Wellfleet                | 64 m     | 4 Türme, 1920 abgerissen |
| Sendetürme Flugsicherungsstelle Königsberg                        | 1925      | Russland (zur Zeit des Baus Deutschland) | Königsberg (jetzt Kaliningrad) | 63 m     | 2 Türme, abgerissen |
| Pfalzsender                                                       | 1926      | Deutschland                              | Kaiserslautern                 | 60 m     | 2 Türme, 1945 gesprengt |
| Sendemasten von KWG                                               | 1921      | USA                                      | Stockton, Kalifornien          | 60 m     | Träger einer T-Antenne, Ende der 1990er Jahre abgetragen                                                                           |
| Zentralmast Boguchwala                                            | 1953      | Polen                                    | Boguchwala                     | 60 m     | 1957 abgerissen |
| Radarturm Holmudden                                               | 1948      | Schweden                                 | Tärnbo                         | ?        | 1958 abgerissen, (signalspaning.se)                                                                                                |
| Drehbare KW-Antenne des Senders Huizen                            | 1937      | Niederlande                              | Huizen                         | 60 m     | 1940 gesprengt |
| Vermessungsturm Hirschenstein                                     | 1941      | Deutschland                              | Hirschenstein                  | 60 m     | 1951 abgerissen |
| Jahrtausendturm                                                   | 1999      | Deutschland                              | Magdeburg                      | 60 m     | beherbergt Museum; dient auch als Aussichtsturm                                                                                    |
| Tour du Millénaire                                                | 2001      | Belgien                                  | Gedinne                        | 60 m     | 2008 demontiert, 2012 mit Eisenträgern wieder aufgebaut                                                                            |
| Wardenclyffe Tower                                                | 1899      | USA                                      | Shoreham                       | 57 m     | 1917 abgerissen |
| Aussichtsturm Himmelsglück                                        | 2021      | Deutschland                              | Schömberg                      | 55 m     | |
| Antennenmessplatz Brück                                           | 1963      | Deutschland                              | Brück                          | 54 m     | 2 Türme unterschiedlicher Bauart, ein dritter, 1968 erbauter Turm gleicher Höhe wurde durch einen Brand am 20. April 1979 zerstört |
| Eichbergturm                                                      | 2005      | Deutschland                              | Emmendingen                    | 53,2 m   | Aussichtsturm |
| Torre de Herveo                                                   | 1922      | Kolumbien                                | Manizales                      | 52 m     | ehemalige Seilbahnstütze |
| Bismarckturm Wiesbaden                                            | 1910      | Deutschland                              | Wiesbaden                      | 50 m     | 1918 abgerissen |
| Holztürme Küstenfunkstelle Sahlenburg                             | 1937      | Deutschland                              | Cuxhaven                       | 50 m     | 3 freistehende Holztürme, 2 Türme 1967, 1 Turm 1970 abgerissen                                                                     |
| Sender Stolp                                                      | 1938/1939 | Deutschland (heute Polen)                | Rathsdamnitz                   | 50 m     | 7 freistehende Holztürme, 1955 abgerissen                                                                                          |
| Sendemasten der Küstenfunkstelle Blåvand                          | 1938      | Dänemark                                 | Varde                          | 50 m     | 3 abgespannte Masten, abgerissen                                                                                                   |
| Sendeturm Bernburg                                                | 1946      | Deutschland                              | Bernburg                       | ? m      | 1962 abgerissen |
| Funkturm Hornisgrinde                                             | ?         | Deutschland                              | Hornisgrinde                   | ? m      | abgerissen (wann?) |
| Sendeturm Jelenia Góra                                            | 1957      | Polen                                    | Jelenia Góra                   | 47 m     | 1967 durch 72 Meter hohen Stahlmast ersetzt                                                                                        |
| Empfangsturm Dreiliņi                                             | 1934      | Litauen                                  | Riga                           | 45 m     | abgerissen |
| Türme der Dreieckflächenantenne des Senders Langenberg            | 1935      | Deutschland                              | Velbert-Langenberg             | 45 m     | 3 Türme, am 12. April 1945 gesprengt                                                                                               |
| Chutzenturm                                                       | 2010      | Schweiz                                  | Seedorf BE                     | 45 m     | Höchster Holzaussichtsturm der Schweiz                                                                                             |
| Aussichtsturm Blumenthal                                          | 2004      | Deutschland                              | Blumenthal                     | 44,65 m  | Aussichtsturm |
| Weißtannenturm                                                    | 2003      | Deutschland                              | Kehl                           | 44 m     | Aussichtsturm |
| Zooturm Kopenhagen                                                | 1905      | Dänemark                                 | Kopenhagen                     | 43,5 m   | Aussichtsturm |
| Goetheturm                                                        | 1931      | Deutschland                              | Frankfurt-Sachsenhausen        | 43,3 m   | Aussichtsturm, 2017 abgebrannt, 2020 rekonstruiert                                                                                 |
| Holzmast des Senders Vilnius                                      | 1927      | Litauen                                  | Vilnius                        | 42,5 m   | 1932 abgebaut, trug zusammen mit einem Stahlmast gleicher Höhe die Sendeantenne des ersten Rundfunksenders in Litauen              |
| Aussichtsturm Chuderhüsi                                          | 2001      | Schweiz                                  | Röthenbach im Emmental         | 42 m     | Aussichtsturm |
| Sender Kaschim                                                    | 1926      | Russland                                 | Kaschim                        | 42 m     | Holzmast, abgerissen (komionline.ru)                                                                                               |
| Teltschikturm                                                     | 2001      | Deutschland                              | Wilhelmsfeld                   | 41 m     | Aussichtsturm |
| Pilgerkreuz am Veitscher Ölberg                                   | 2004      | Österreich                               | Veitsch                        | 40,6 m   | Aussichtsturm |
| Sendemasten der Küstenfunkstelle Skagen                           | 1939      | Dänemark                                 | Skagen                         | 40 m     | 3 abgespannte Masten, abgerissen                                                                                                   |
| Mobilfunkturm Érd                                                 | 2015      | Ungarn                                   | Érd                            | 40 m     | Mobilfunkturm |
| Mobilfunkturm Brugherio                                           | 2021      | Italien                                  | Brugherio                      | 40 m     | Mobilfunkturm |
| Mobilfunkturm Podcrkavlje                                         | 2023      | Kroatien                                 | Podcrkavlje                    | 40 m     | Mobilfunkturm |
| Mobilfunkturm Gradići                                             | 2024      | Kroatien                                 | Velika Gorica                  | 40 m     | Mobilfunkturm |
| Hohenwarter Aussichtsturm                                         | 2002      | Deutschland                              | Pforzheim                      | 40 m     | Aussichtsturm |
| Holzmasten Küstenfunkstelle Sahlenburg                            | 1929      | Deutschland                              | Cuxhaven                       | 40 m     | 3 abgespannte Holzmasten, 1937 abgerissen                                                                                          |
| Sender Augsburg-Hochzoll                                          | 194?      | Deutschland                              | Augsburg                       | 40 m     | 2 Holzmasten, 1952 abgebaut |
| Sender Bayreuth                                                   | 194?      | Deutschland                              | Bayreuth                       | 40 m     | 2 Holzmasten, 1954 abgebaut |
| Himmelsstürmer                                                    | 2014      | Deutschland                              | Schwäbisch Gmünd               | 38,6 m   | Aussichtsturm / reine Holzkonstruktion                                                                                             |
| Wiler Turm                                                        | 2006      | Schweiz                                  | Wil SG                         | 38 m     | Aussichtsturm / reine Holzkonstruktion mit doppelter Wendeltreppe                                                                  |
| Vitibuckturm                                                      | 1979      | Deutschland                              | Tiengen                        | 37 m     | Aussichtsturm |
| Dambergwarte                                                      | 1972      | Österreich                               | St. Ulrich bei Steyr           | 36 m     | Aussichtsturm |
| Heusweiler Mast 1                                                 | 1935      | Deutschland                              | Heusweiler                     | 35 m     | am 17. März 1945 zerstört |
| Oberpfalzturm                                                     | 2000      | Deutschland                              | Platte                         | 35 m     | Aussichtsturm |
| Raiffeisen-Turm                                                   | 1990      | Deutschland                              | Alsdorf                        | 35 m     | Aussichtsturm |
| Schneebergturm                                                    | 1938      | Deutschland                              | Weißenstadt                    | 35 m     | Militärischer Turm, 1942 abgebrannt                                                                                                |
| Schneebergturm (Backöfele)                                        | 1926      | Deutschland                              | Weißenstadt                    | 14 m     | Aussichtsturm (2017 erneuert) |
| Aussichtsturm Pferdskopf                                          | 1987      | Deutschland                              | Schmitten                      | 34 m     | Aussichtsturm |
| Haselbergturm                                                     | 2008      | Deutschland                              | Königsbrück                    | 34 m     | Aussichtsturm |
| Schlossbergturm                                                   | 2002      | Deutschland                              | Freiburg im Breisgau           | 33,27 m  | Aussichtsturm; seit 2017 wegen Stahlstützen kein Holzturm mehr                                                                     |
| Aussichtsturm Loorenkopf                                          | 1954      | Schweiz                                  | Zürich                         | 33 m     | Aussichtsturm |
| Hochsollingturm                                                   | 1992      | Deutschland                              | Solling                        | 33 m     | Aussichtsturm |
| Ossinger-Turm                                                     | 2013      | Deutschland                              | Ossinger                       | 32 m     | Aussichtsturm |
| Eugen-Keidel-Turm                                                 | 1981      | Deutschland                              | Schauinsland                   | 31 m     | Aussichtsturm |
| Heusweiler Mast 2                                                 | 1935      | Deutschland                              | Heusweiler                     | 31 m     | am 17. März 1945 zerstört |
| Atzelbergturm                                                     | 2012      | Deutschland                              | Kelkheim                       | 30,39 m  | Vorgängerturm von 1980 brannte am 5. August 2008 nieder                                                                            |
| Fernmeldeturm Frauenberg                                          | ?         | Deutschland                              | Sondershausen                  | ca. 30 m | |
| Sendemasten Rundfunksender Dortmund-Dorstfeld                     | ?         | Deutschland                              | Dorstfeld                      | 30 m     | 2 Holzmaste mit eiserner Spitze, abgerissen                                                                                        |
| Feuerwachturm Rennberg                                            | ?         | Deutschland                              | Oer                            | 30 m     | Feuerwachturm |
| Mobilfunkturm Békés                                               | 2010      | Ungarn                                   | Békés                          | 30 m     | Mobilfunkturm |
| Mobilfunkturm Bechtolsheim                                        | 2023      | Deutschland                              | Bechtolsheim                   | 30 m     | |
| Aussichtsturm Taubenberg                                          | 1970      | Deutschland                              | Nettetal                       | 28,8 m   | Aussichtsturm |
| Holzbergturm                                                      | 2005      | Deutschland                              | Holzberg                       | 28,5 m   | Aussichtsturm |
| Idarkopfturm (bis 2022)                                           | 1980      | Deutschland                              | Idarkopf                       | 28,5 m   | Aussichtsturm |
| Rudolfswarte                                                      | 1977      | Österreich                               | Purkersdorf bei Wien           | 28,5 m   | Aussichtsturm |
| Aussichtsturm Hohenmirsberger Platte                              | 2008      | Deutschland                              | Pottenstein                    | 28 m     | Aussichtsturm |
| Sendeturm Upper Hale                                              |           | Großbritannien                           | Hale, Surrey                   | 27,43 m  | genutzt als ATV-Relay |
| Lothurm                                                           | 2003      | Schweiz                                  | Magglingen                     | 25 m     | Aussichtsturm, 2014 abgerissen |
| Aussichtsturm Burgstall                                           | 2000      | Österreich                               | Kirchberg ob der Donau         | 24 m     | Aussichtsturm |
| Salzkopfturm                                                      | 1975      | Deutschland                              | Binger Wald                    | 24 m     | Aussichtsturm |
| Wiehenturm                                                        | 1979      | Deutschland                              | Preußisch Oldendorf            | 23,5 m   | Aussichtsturm |
| Geißkopfturm                                                      | ?         | Deutschland                              | Bischofsmais                   | 23 m     | Aussichtsturm |
| Aussichtsturm Höhbeck                                             | 2008      | Deutschland                              | Höhbeck                        | 22 m     | Aussichtsturm |
| Messturm Wildacker                                                | 1962      | Deutschland                              | Tharandt                       | 22 m     | Messturm, 1998 abgerissen |
| Wintersteinturm                                                   | 2005      | Deutschland                              | Obermörlen, Wetteraukreis      | 16,7 m   | Aussichtsturm |
| Krawutschketurm                                                   | 1973      | Deutschland                              | Burgberg                       | 13 m     | Aussichtsturm |

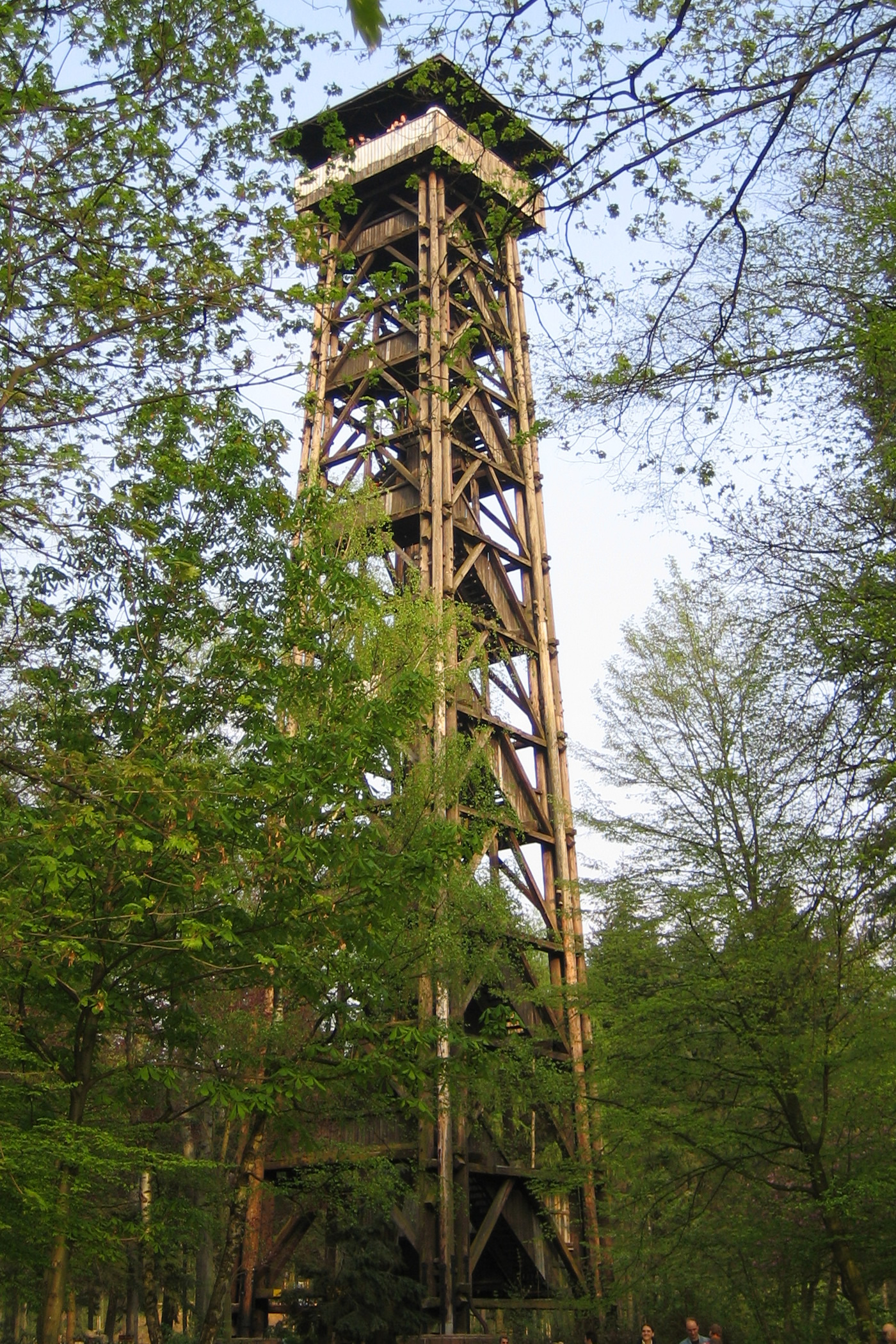
Goetheturm in Frankfurt am Main
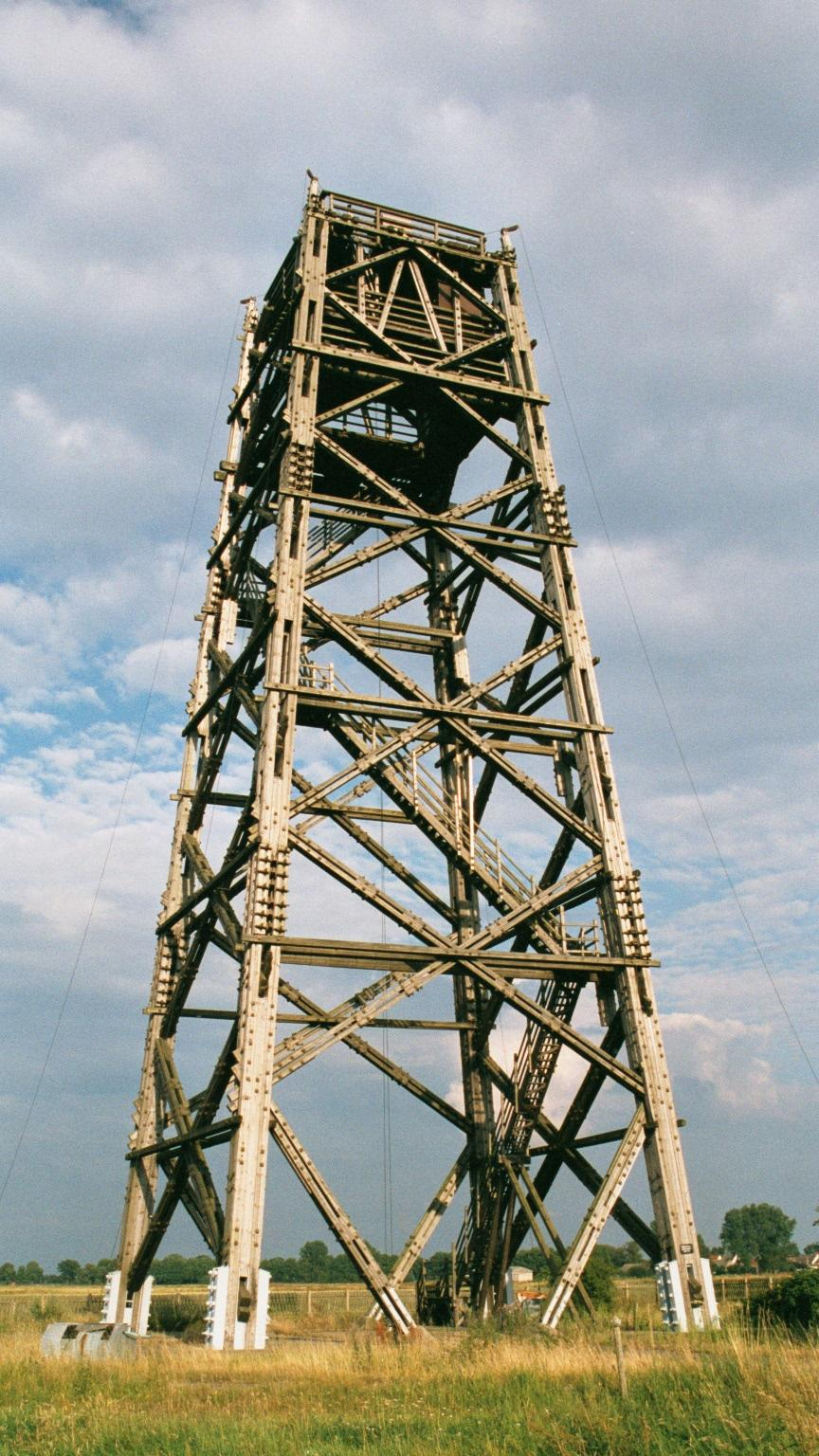
Messturm II in Brück
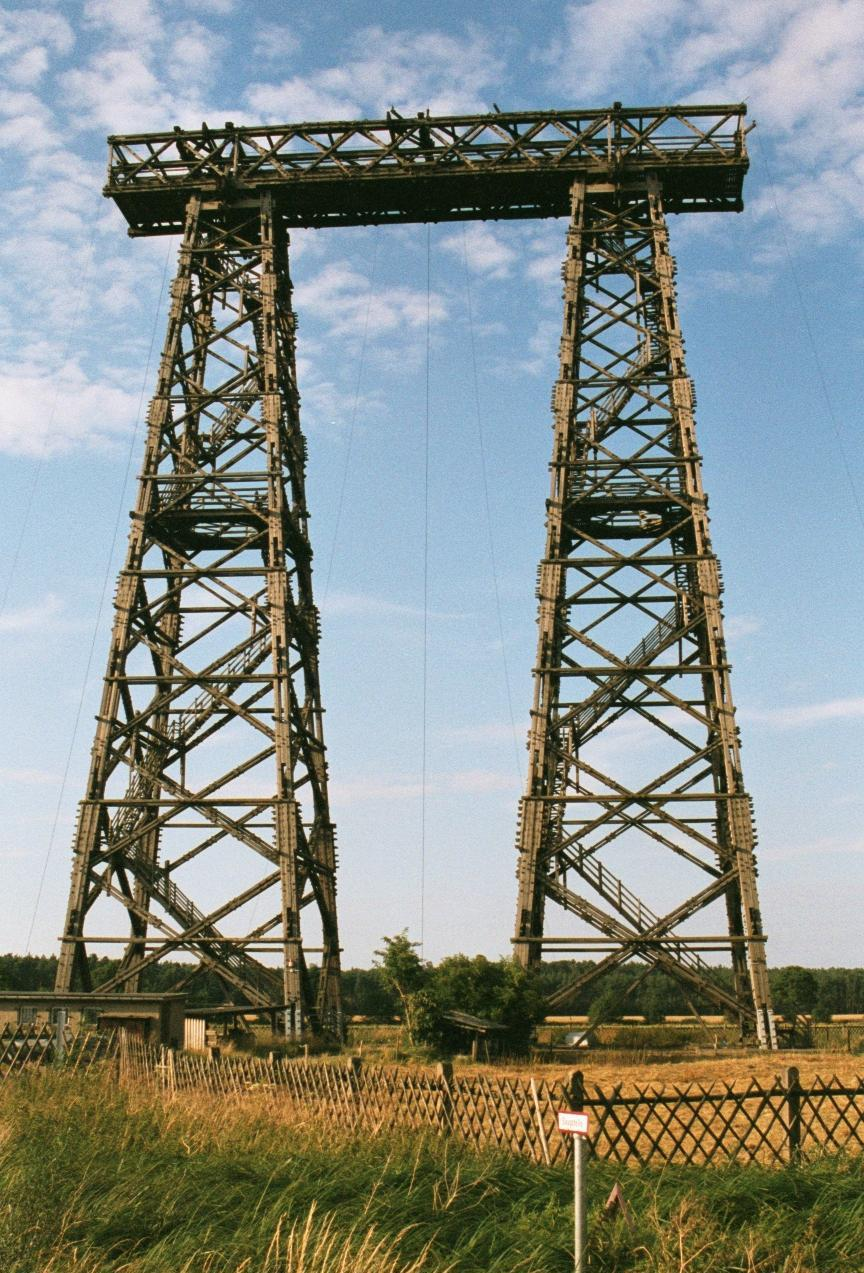
Messturm III in Brück
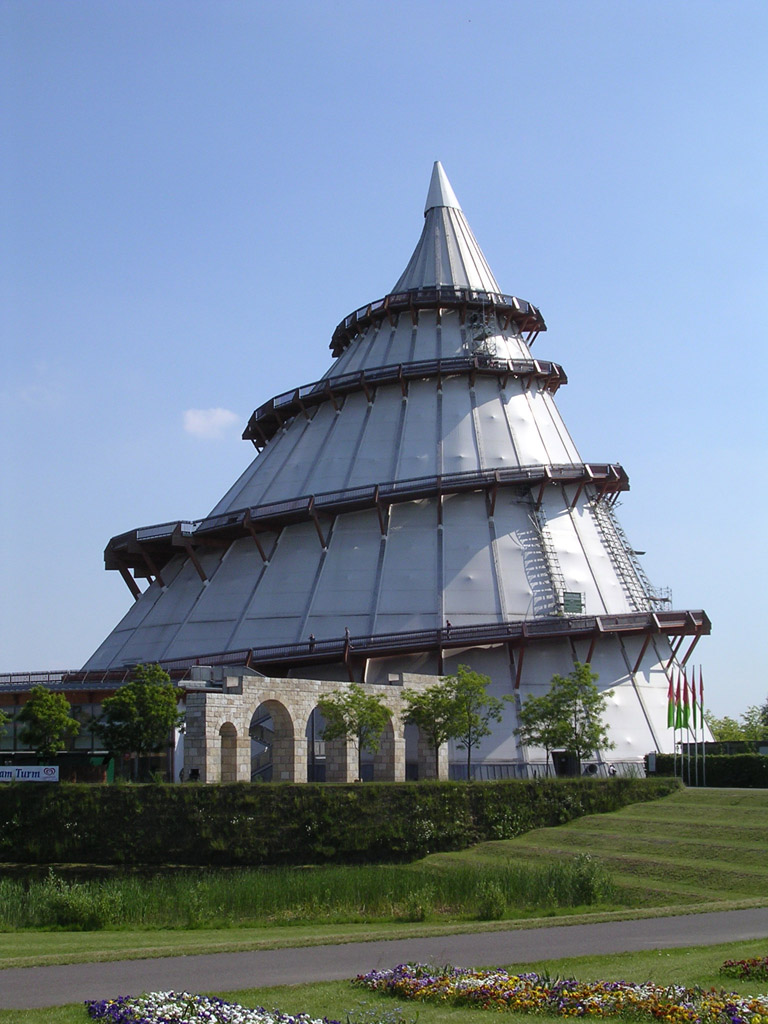
Jahrtausendturm in Magdeburg
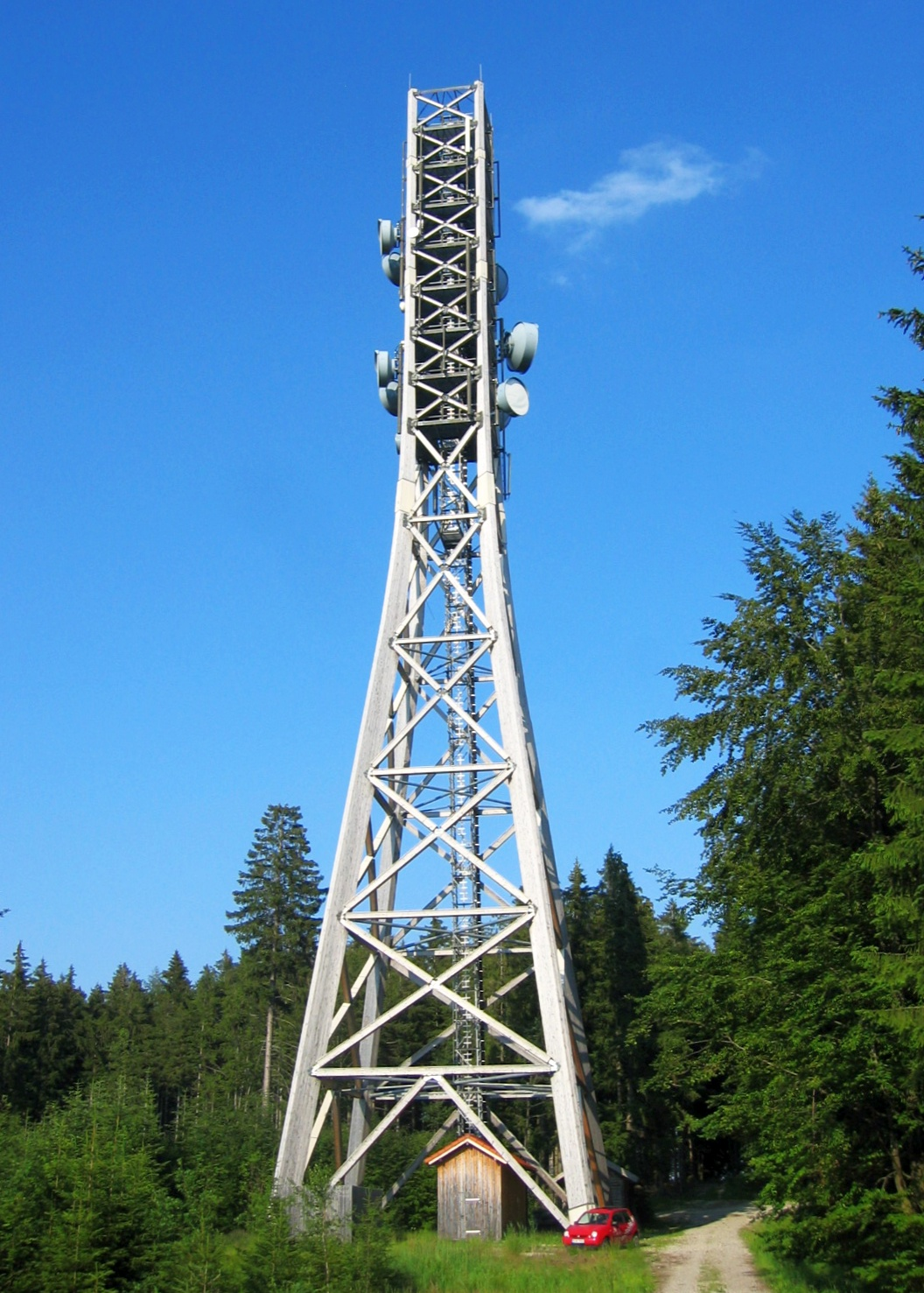
Funkturm Rottenbuch
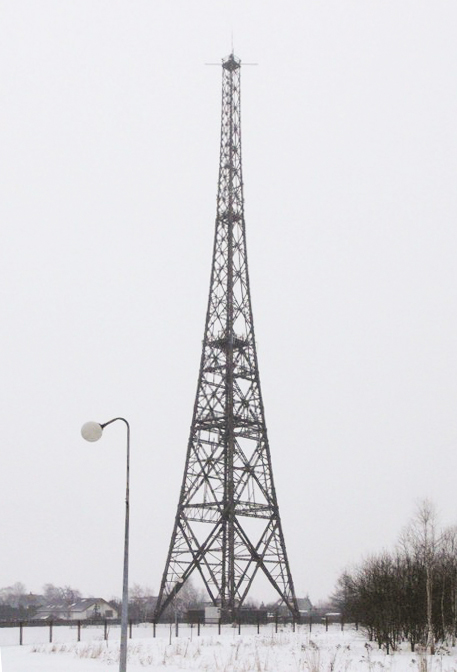
Holzsendeturm in Gleiwitz
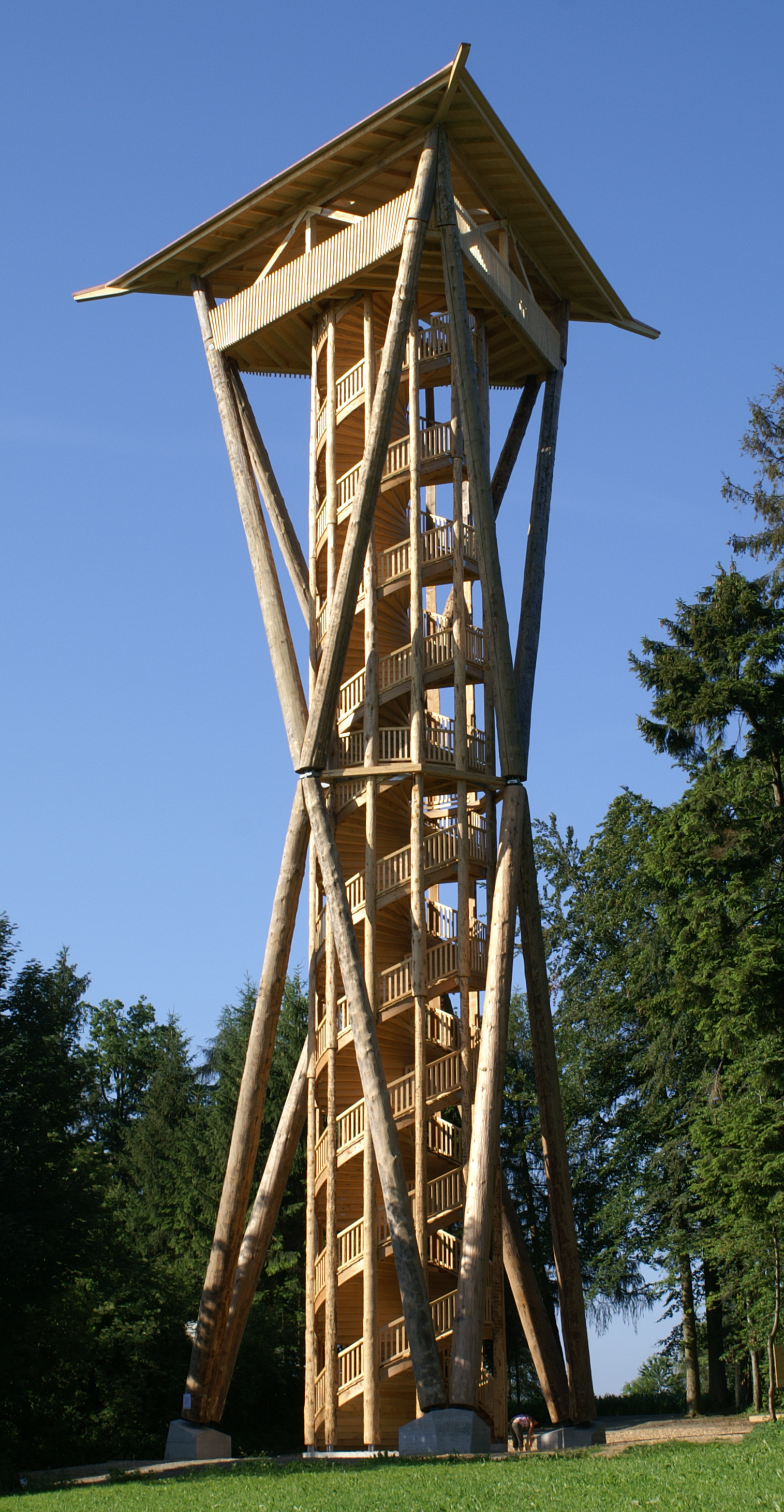
Aussichtsturm in Wil